# Powiat łobeski

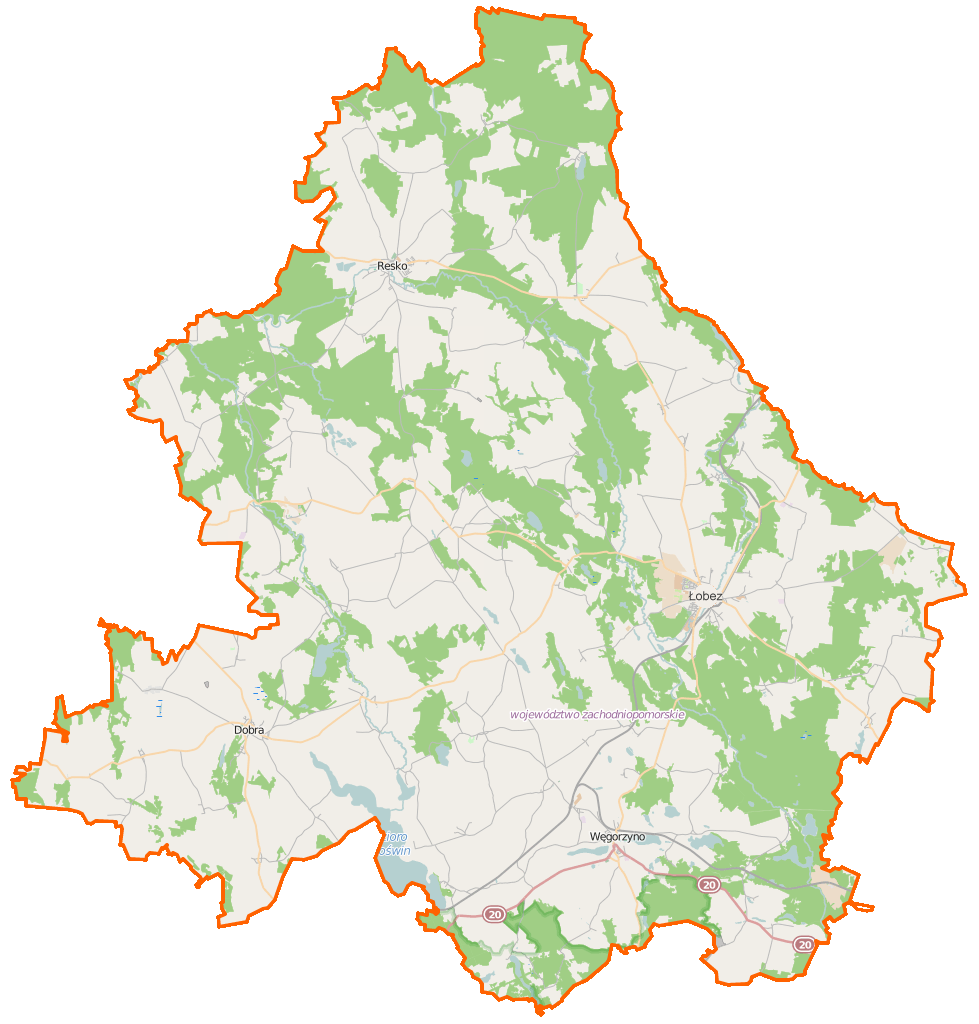
Mapa powiatu

Powiat łobeski – powiat w północno-zachodniej Polsce, w woj. zachodniopomorskim. Jego siedzibą jest miasto Łobez. Jest powiatem o najmniejszej liczbie mieszkańców w woj. zachodniopomorskim (36 696 osób w dniu 31 grudnia 2019 r.). Został utworzony w 2002 r. z pięciu gmin, wchodzących w skład powiatów: goleniowskiego, gryfickiego i stargardzkiego.
W skład powiatu wchodzą:
- gminy miejsko-wiejskie: Dobra, Łobez, Resko, Węgorzyno
- gminy wiejskie: Radowo Małe
- miasta: Dobra, Łobez, Resko, Węgorzyno

Pierwszy powiat łobeski istniał w latach 1945–75 i obejmował on miasta i gminy Łobez, Płoty (od roku 1954–58), Resko i Węgorzyno. Powiat ten został zlikwidowany w wyniku reformy administracyjnej w 1975 roku.
Według danych z 30 czerwca 2020 roku powiat zamieszkiwało 36 514 osób.

## Położenie
Według danych z 1 stycznia 2014 r. powierzchnia powiatu łobeskiego wynosi 1065,13 km².
Powiat położony jest centralnej części w woj. zachodniopomorskiego, na Wysoczyźnie Łobeskiej oraz Pojezierzach: Ińskim i Drawskim. Południowy skraj powiatu zajmuje Iński Park Krajobrazowy.
Jest „najmłodszym” powiatem województwa, został utworzony w 2002 r. z gmin powiatów: stargardzkiego (Łobez i Węgorzyno), gryfickiego (Resko i Radowo Małe) oraz goleniowskiego (Dobra). Łobez był także siedzibą powiatu od 1860 do 1975 r.

## Gospodarka
W końcu września 2019 liczba zarejestrowanych bezrobotnych w powiecie łobeskim obejmowała ok. 1,9 tys. mieszkańców, co stanowi stopę bezrobocia na poziomie 18% do aktywnych zawodowo.
Przeciętne wynagrodzenie pracownicze w październiku 2008 r. wynosiło 2207,23 zł, przy liczbie zatrudnionych pracowników w powiecie łobeskim – 2760 osób. Przeciętne wynagrodzenie w sektorze publicznym wynosiło 2357,84 zł, a w sektorze prywatnym 2157,70 zł.
W 2013 r. wydatki budżetu samorządu powiatu łobeskiego wynosiły 34,2 mln zł, a dochody budżetu 36,8 mln zł (najmniej w woj. zachodniopomorskim). Zadłużenie (dług publiczny) samorządu na koniec 2013 r. wynosiło 8,9 mln zł, co stanowiło 24,3% wartości dochodów.

## Demografia
Według danych z 31 grudnia 2013 r. powiat łobeski zamieszkiwało 37966 osób. Powiat łobeski jest powiatem o najmniejszej liczbie mieszkańców w woj. zachodniopomorskim.

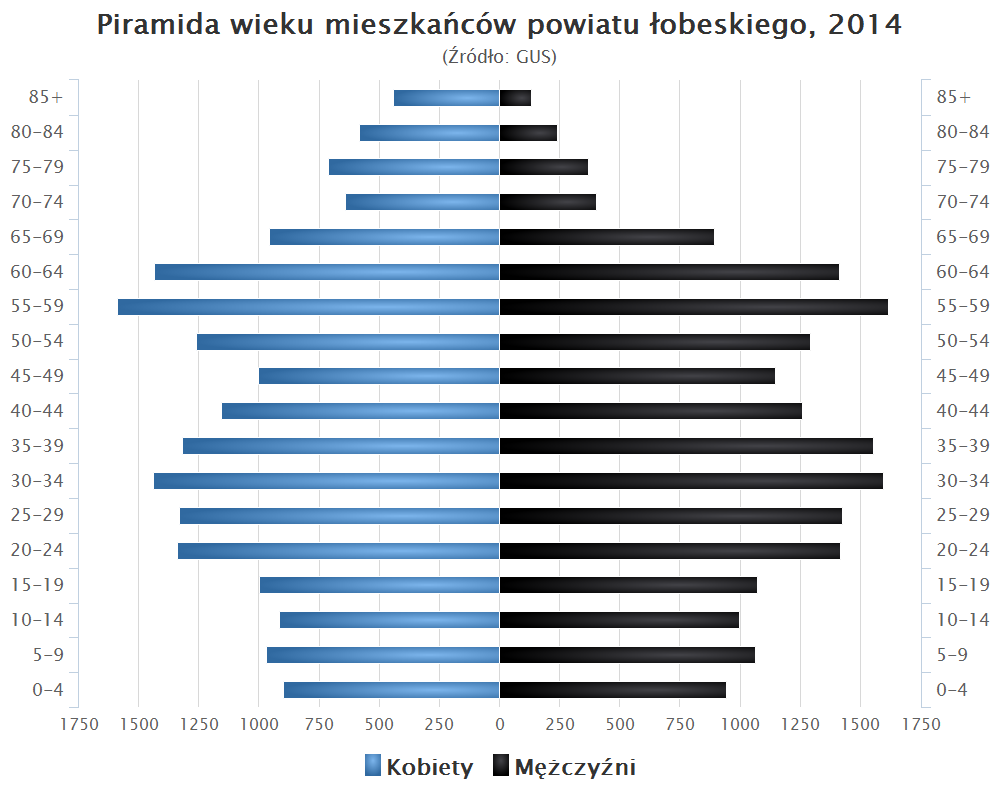
Piramida wieku mieszkańców powiatu łobeskiego w 2014 roku

Liczba ludności (dane z 31 grudnia 2013):
|        | Ogółem | Ogółem | Kobiety | Kobiety | Mężczyźni | Mężczyźni |
| osób   | %      | osób   | %       | osób    | %         |           |
| ------ | ------ | ------ | ------- | ------- | --------- | --------- |
| Ogółem | 37 966 | 100    | 19 120  | 50,36   | 18 846    | 49,64     |
| Miasto | 20 050 | 52,81  | 10 340  | 27,23   | 9710      | 25,58     |
| Wieś   | 17 916 | 47,19  | 8780    | 23,13   | 9136      | 24,06     |

▶Wieś vs ▶miasto
Ogółem (▶k, ▶m)
Miasto (▶k, ▶m)
Wieś (▶k, ▶m)

## Komunikacja
- Linie kolejowe:
  - czynne: Stargard – Wejherowo (przez Runowo Pomorskie, Łobez i Worowo) oraz Runowo Pomorskie – Chojnice (przez Węgorzyno).
  - nieczynne, istniejące: Wysoka Kamieńska – Worowo (przez Resko Północne), wąskotorowe: Skrzydłowo – Dobra Nowogardzka (przez Resko Północne Wąsk., Radowo Wielkie i Mieszewo) oraz Dobra Nowogardzka – Stargard Szczeciński Wąsk.
  - nieczynne, nieistniejące: Nowogard – Dobra Nowogardzka, Wyszogóra – Resko Północne oraz wąskotorowe: Mieszewo – Łobez Wąsk.
- Drogi:
  - krajowa: 20: Stargard - Gdynia (przez Węgorzyno, Drawsko Pomorskie).
  - wojewódzkie: 144: Nowogard - Chociwel (przez Dobrą), 146: Jenikowo - Strzmiele (przez Dobrą), 147: Wierzbięcin - Łobez (przez Radowo Małe), 148: Starogard - Łobez, 150: Łobez - Drawsko Pomorskie, 151: Świdwin - Recz (przez Łobez i Węgorzyno) oraz 152: Płoty - Połczyn-Zdrój (przez Resko).

## Bezpieczeństwo
W 2009 r. wskaźnik wykrywalności sprawców przestępstw stwierdzonych w powiecie łobeskim wynosił 72,2%. W 2009 r. stwierdzono w powiecie m.in. 177 kradzieży z włamaniem, 2 kradzieże samochodów, 40 przestępstw narkotykowych.
Powiat łobeski jest obszarem właściwości Prokuratury Rejonowej w Łobzie i Prokuratury Okręgowej w Szczecinie.
Na terenie powiatu działa 6 jednostek Ochotniczej Straży Pożarnej włączonych do krajowego systemu ratowniczo-gaśniczego. Ponadto istnieje jednostka ratowniczo-gaśnicza przy Komendzie Powiatowej Państwowej Straży Pożarnej w Łobzie.

## Administracja
| Gminy                          | Liczba radnych | Liczba wyborców w 2010 |
| ------------------------------ | -------------- | ---------------------- |
| gmina Łobez                    | 6              | 11 649                 |
| gmina Resko                    | 3              | 6 614                  |
| gmina Dobra, gmina Radowo Małe | 3              | 6 701                  |
| gmina Węgorzyno                | 3              | 5 859                  |
| Razem (Σ)                      | 15             | 30 823                 |

Siedzibą władz powiatu jest miasto Łobez. Organem uchwałodawczym jest Rada Powiatu w Łobzie, w której skład wchodzi 15 radnych.
Powiat łobeski jest obszarem właściwości miejscowej Samorządowego Kolegium Odwoławczego w Szczecinie.
Gminy powiatu łobeskiego są obszarem właściwości Sądu Rejonowego w Łobzie. Sąd Rejonowy w Łobzie został przywrócony 1 lipca 2015 r. Wszystkie gminy powiatu łobeskiego są obszarem właściwości Sądu Okręgowego w Szczecinie.
Mieszkańcy powiatu łobeskiego wybierają radnych do Sejmiku Województwa Zachodniopomorskiego w okręgu nr 2. Posłów na Sejm RP wybierają z okręgu wyborczego nr 41, okręgu wyborczego nr 98, a posłów do Parlamentu Europejskiego z okręgu wyborczego nr 13.

### Rada Powiatu
| Ugrupowanie                    | 2002-2006  | 2006-2010 | 2010-2014 | 2014-2018 | 2018-2023 |
| ------------------------------ | ---------- | --------- | --------- | --------- | --------- |
| Sojusz Lewicy Demokratycznej   | 7 (SLD-UP) | -         | -         | -         |           |
| Samoobrona                     | 2          | 2         | -         | -         |           |
| Powiat dla gmin                | 8          | 8         | 8         | -         |           |
| Polskie Stronnictwo Ludowe     | -          | 1         | 2         | 8         |           |
| Gmina, Powiat - Wspólna Sprawa | -          | 4         | -         | -         |           |
| Powiat dla Mieszkańców         | -          | -         | 5         | -         |           |
| Przyjazny Powiat               | -          | -         | -         | 4         |           |
| Porozumienie Samorządowe       | -          | -         | -         | 3         |           |

### Skład Zarządu Powiatu V kadencji
- Renata Kulik - Starosta Łobeski - Przewodniczący Zarządu
- Krzysztof Gwóźdź - Wicestarosta - Wiceprzewodniczący Zarządu
- Bożena Karmasz -  Członek Zarządu
- Andrzej Gradus - Członek Zarządu
- Józef Bąk - Członek Zarządu

### Skład Zarządu Powiatu IV kadencji[29]
- Paweł Marek - Starosta Łobeski - Przewodniczący Zarządu
- Grażyna Karpowicz - Wicestarosta - Wiceprzewodniczący Zarządu
- Jarosław Żuk - Etatowy Członek Zarządu
- Andrzej Gradus - Członek Zarządu
- Józef Bąk - Członek Zarządu

### Skład Zarządu Powiatu III kadencji
(na dzień 10.02.2011 r.)
- Brodziński Ryszard - Przewodniczący Zarządu
- Zdanowicz Jan - Wiceprzewodniczący Zarządu
- Sarna Ryszard - Członek Zarządu
- Karłowski Michał - Członek Zarządu
- Gradus Andrzej - Członek Zarządu[30]

## Media lokalne
- prasa: tygodniki
  - Tygodnik łobeski[31]
  - Nowy tygodnik łobeski[32]
  - Gazeta łobeska[33]
- telewizja lokalna:
  - Rega TV z siedzibą w Świdwinie można ją odbierać w telewizji kablowej na terenie miasta Łobez[34]

## Zasłużony dla Powiatu Łobeskiego
Tytuł i odznaczenie będące zaszczytnym honorowym wyróżnieniem osób fizycznych, osób prawnych, instytucji i organizacji, za wybitne zasługi na rzecz rozwoju Powiatu łobeskiego ustanowiony w roku 2016.
Lista uhonorowanych:
- 2016: Halina Szymańska, Antoni Gutkowski, Adam Szatkowski, Wiesław Biernacki, Tadeusz Jóźwiak, Jan Michalczyszyn, Józef Wypijewski, Leszek Kaczmarek, Jan Olszewski, Marek Romejko.
- 2017: Zdzisław Bogdanowicz, Teresa Bas, Stanisław Buczek, Józef Drozdowski, Andrzej Gradus, Zofia Krupa, Marek Kubacki, Józef Lewandowski, Janusz Łukomski, Zespół Szkół Publicznych w Radowie Małym.

## Sąsiednie powiaty
- powiat świdwiński
- powiat drawski
- powiat stargardzki
- powiat goleniowski
- powiat gryficki
- powiat kołobrzeski